# Молочнобратський карстовий масив
Молочнобра́тський ка́рстовий ма́сив — карстово-спелеологічний заказник загальнодержавного значення в Україні. Розташований на півдні Вижницького району Чернівецької області, на захід від села Сарати. 
Площа 20,3 га. Статус надано згідно з Указом Президента України від 10.12.1994 року № 750/94. Перебуває у віданні ДП «Путильський лісгосп» (Перкалабське л-во, кв. 17, вид. 1, 3-10). 
Статус надано для збереження цінного геологічного і карстово-спелеологічного утворення — купольного карстового масиву в тріасових вапняках гребеневої частини гірського пасма Чорний Діл (частина Яловичорських гір). Тут розташована друга за глибиною природна шахта Буковини — «Молочні браття» (глибина — 38 м, довжина — 56 м). 
Заказник «Молочнобратський карстовий масив» входить до складу національного природного парку «Черемоський».